# El practicante
El practicante (The Paramedic) è un film del 2020 diretto da Carles Torras.
Thriller spagnolo, prodotto e pubblicato da Netflix il 16 settembre 2020, è stato sceneggiato da David Desola e Hèctor Hernández Vicens e interpretato da Celso Bugallo, Mario Casas e Déborah François.

## Trama
Angel Hernandez è un paramedico che vive con la sua ragazza Vanesa (Vane) Francois. Angel ha un atteggiamento ambiguo nei confronti dei suoi pazienti e talvolta ruba loro oggetti. A casa, è possessivo e controlla Vane. La coppia sta cercando un bambino senza successo. Angel fa un test di fertilità e scopre di avere un basso numero di spermatozoi, ma non lo confida a Vane. Un giorno, mentre trasporta un paziente ferito in ospedale, l'ambulanza (guidata dal collega Ricardo) ha un incidente. Angel rimane paralizzato dalla vita in giù e costretto su una sedia a rotelle.
Angel Incolpa Ricardo e non riesce a perdonarlo. La sua disabilità mette a dura prova il rapporto con Vane, tanto da spingere Angel a sospettare che Vane lo tradisca. Di notte Vane lavora in un call center e Angel installa uno spyware sul suo telefono per tenerla sotto controllo. Intanto la salute mentale di Angel inizia a deteriorarsi: irritato dall'abbaiare del cane del suo anziano vicino, Angel lo uccide dandogli da mangiare una bistecca con degli aghi.
Tramite lo spyware del telefono, sente una conversazione tra Vane e una sua amica, la quale le suggerisce di lasciare Angel poiché è un uomo violento. Quando Vane ritorna a casa la sera stessa, Angel si dimostra dispiaciuto per come l'ha trattata nell'ultimo periodo ed organizza una serata romantica. I due provano a fare sesso, ma non ci riescono perché Angel non è in grado di sentire nulla a causa della sua disabilità degli arti inferiori. Mentre sta facendo la doccia, Vane scopre dal suo laptop che Angel la sta spiando. Disgustata, fa le valigie e se ne va per sempre.
Passano diversi mesi, ma Angel è ancora ossessionato da Vane. La insegue e alla fine la vede baciare Ricardo, con il quale ha iniziato una relazione. Successivamente li vede mentre fanno acquisti in un negozio di articoli per bambini, rendendosi conto che Vane è incinta del bambino di Ricardo. Angel dice a Vane che ha recuperato e preparato le cose che la donna aveva lasciato a casa, chiedendole di venirle a recuperare. Quando Vane arriva, Angel la immobilizza, iniettandole a più riprese dell'anestesia epidurale, impedendole l'utilizzo delle gambe.
Angel usa il telefono di Vane per inviare un messaggio a Ricardo, dicendogli che non vuole più tenere il loro bambino e di non contattarla più. Nei giorni successivi Ricardo incontra Angel e gli riferisce di essere preoccupato perché, secondo lui, Vane non avrebbe mai inviato un messaggio del genere.
A casa di Angel, l'uomo regala a Vane un anello di fidanzamento rubato e parla vaneggiando del loro futuro insieme. Vane tenta di fuggire, ma Angel la blocca. Intanto l'anziano vicino di casa, quello a cui Angel aveva ucciso il cane, sente Vane urlare e bussa a casa di Angel, per chiedere cosa stia succedendo. Angel si rifiuta di farlo entrare e quando il vecchio minaccia di chiamare la polizia, Angel lo accoltella a morte. Angel va poi a casa di Ricardo, uccidendolo.
Pochi giorni dopo, la polizia arriva nell'appartamento di Angel e lo informa che stanno indagando sulla morte di Ricardo e sulla scomparsa di Vane. Angel riesce a non fare insospettire la polizia. Un giorno Vane riesce a scappare mentre Angel è fuori. La donna riesce a trascinarsi giù per le scale del palazzo, ma quando l'ascensore si ferma sul pianerottolo, incontra Angel che sta rientrando a casa. I due lottano ma Vane lo pugnala con un cacciavite, facendolo cadere giù per le scale.
La scena si sposta in ospedale, dove Angel, ora completamente paralizzato, è incapace di parlare e respira attraverso un tubo in gola. Vane appare, incinta e guarita. Dice all'indifeso Angel che d'ora in poi si prenderà lei stessa cura di lui. Il suo destino rimane sconosciuto mentre Vane lo porta fuori dall'ospedale con un sorriso sinistro sul viso.

## Accoglienza
Sull'aggregatore Rotten Tomatoes il film riceve il 50% delle recensioni professionali positive con un voto medio di 5,1 su 10 basato su 10 critiche.